# Youri Troutnev
Youri Petrovitch Troutnev (russe : Ю́рий Петро́вич Тру́тнев) né le 1er mars 1956 à Polazna dans le kraï de Perm, est un homme politique russe, vice-premier ministre de Russie et représentant plénipotentiaire du président de la fédération de Russie pour le district fédéral d'Extrême-Orient depuis 2013.
De 2004 à 2012, il est ministre des Ressources naturelles et de l'Environnement.
Il a le grade civil de conseiller d'État effectif de la fédération de Russie de 1re classe.

## Formation et carrière dans le privé
Il naît non loin de Perm dans une famille d'employés dans le secteur du pétrole. Son père travaillait comme chef de section d'un oléoduc. Youri Troutnev est diplômé en 1978 de l'Institut polytechnique de Perm, en tant qu'ingénieur des mines. Il a travaillé dans sa spécialité, pendant ses études à l'institut en tant qu'assistant foreur, puis il est devenu opérateur pour la production de pétrole et de gaz à NGDU Polaznaneft et Komineft. Après avoir obtenu son diplôme de l'institut, il a été affecté à l'Institut de recherche et de conception de l'industrie pétrolière de Perm, puis a travaillé comme chercheur junior à PermNIPIneft.
En 1981-1986, Troutnev est instructeur dans le département des organisations du Komsomol de la ville de Perm et dans les comités régionaux de l'Union de la jeunesse communiste léniniste de toute l'Union (VLKSM). De 1986 à 1988, il est vice-président du comité des sports du comité exécutif du Conseil régional des députés du peuple de Perm. En 1988, il fonde et dirige l'association sportive et récréative (coopérative) Contact, qui est engagée dans la fourniture d'équipements sportifs aux organismes gouvernementaux. Il est directeur général adjoint de l'entreprise conjointe soviéto-suisse Eurasia (Perm), qui travaillait dans le domaine du tourisme. En 1990-1996, Troutnev est directeur général de l'entreprise EKS Limited (spécialisée dans l'importation et la vente de produits alimentaires), puis du groupe EKS (location de biens immobiliers, commerce de médicaments, commerce de gros et de détail de produits alimentaires, etc.). En 1996, il devient président d'EKS International JSC qui fusionne les sociétés du groupe EKS. En 1994-1997, il est membre du conseil d'administration de la Banque de développement de Perm.

## Carrière politique

### Carrière locale
Le 20 mars 1994, Your Troutnev est élu à la Douma municipale de la ville de Perm (du district Leninsky de la ville) et à l'assemblée législative de la région de Perm. Il dirige au parlement régional la commission de la politique économique et des impôts.
Troutnev est élu maire de Perm en 1996, remportant 61,42% des suffrages au premier tour; puis il est élu gouverneur de l'oblast de Perm en 2000 avec 51,48% des suffrages.
Il entre au parti Russie unie en juillet 2007.

### Gouvernement fédéral
Pendant son mandat de gouverneur, Troutnev garde un point de vue neutre vis-à-vis de l'administration du Kremlin.
Le 31 août 2013, il est nommé vice-premier ministre et représentant plénipotentiaire pour le district fédéral d'Extrême-Orient dans le gouvernement Dmitri Medvedev. Il est prolongé à ce poste le 18 mai 2018 dans le second gouvernement Dmitri Medvedev et de nouveau le 21 janvier 2020 dans le gouvernement Mikhaïl Michoustine.
Il devient membre du Conseil de sécurité de Russie le 10 septembre 2013. Depuis décembre 2018, il est président de la Commission d'État pour le développement de l'Arctique.

## Défense des phoques
La Russie annonce le 18 mars 2010, qu'elle interdit de tuer des phoques de moins d'un an. Youri Troutnev se prononce contre cette chasse qu'il qualifie de massacre.

## Sanctions
En réponse à l'invasion de l'Ukraine par la Russie en 2022, le Bureau de contrôle des actifs étrangers du département du Trésor américain ajoute le 6 avril 2022 Youri Troutnev à la liste des personnalités russes sanctionnées (gel éventuel des avoirs et interdiction de territoire). Depuis le 9 juin 2022, il se trouve aussi à la liste des personnalités russes sanctionnées par l'Ukraine.

## Famille
Il est marié et père de trois fils et de deux filles. Son fils, Dmitri (né en 1982) est conseiller financier et membre du conseil de direction de la Banque centrale coopérative.

## Sport
Youri Troutnev est passionné d'arts martiaux (karaté kyokushinkai) et de courses automobiles (rallye classique). Il est titulaire du 5e dan de kyokushinkai conféré par l'organisation internationale de kyokushinkai en 2005 et du 6e dan le 1er mars 2018.